# Fabero
Fabero, El Faberiu en lingua leonese, è un comune spagnolo di 5 669 abitanti situato nella provincia di León, comunità autonoma di Castiglia e León.
È composto da questi villaggi:
- El Fabeiru (Fabero)
- Llillu d'El Bierzu (Lillo del Bierzo)
- Fontoria (Fontoria)
- Outeiru de Naraguantes (Otero de Naragüantes)
- Bárcena de l'Abadía (Bárcena de la Abadía)
- San Pedru de Paradiella (San Pedro de Paradela)